# Národní park Padjelanta
Národní park Padjelanta (švédsky Padjelanta Nationalpark, lulejskou sámštinou Bádjelándda) je národní park v severním Švédsku, na norské hranici, na území komuny Jokkmokk v kraji Norrbotten v Laponsku. Rozkládá se na ploše 1 984 km2, což z něj činí největší národní park v zemi. Sousedí s národními parky Sarek, Stora Sjöfallet a norským parkem Rago. 
Název Padjelanta v sámštině znamená „horní země“, což docela dobře vystihuje geografii místa. Park je vskutku především vysokohorskou planinou Skandinávského pohoří, s nadmořskou výškou asi 700 m, s mírnými zvlněnými kopci. Tato krajina ostře kontrastuje s oblastmi, které hraničí s parkem, které mají výrazně alpský charakter. Na jihu je hranice obou oblastí méně ostrá, přímo v parku se nachází několik vysokých vrcholů. Mírný terén je způsoben podložím tvořeným svory a vápenci, které nejsou příliš odolné vůči erozi. Říční systém je velmi bohatý, park se nachází u prameniště řeky Lule a několika jejich hlavních přítoků. Jednou z hlavních charakteristik  Padjelanty je však přítomnost velkých jezer, zejména Virihaure a Vastenjaure. 
Padjelanta, stejně jako zbytek Laponska, které se nachází  kolem, se často označuje jako „největší a dosud nedotčená oblast“ v Evropě. Ve skutečnosti je území parku obýváno asi 7 000 let Sámi, kočovnými obyvateli severní Evropy. Zpočátku se živili jako sběrači a lovci, zejména soba polárního, ale postupně vyvinuli kulturu založené na chovu tohoto polodomácího zvířete spojenou s kočováním. Padjelanta se stala jednou z jejich hlavních horských pastvin; v parku se nachází velké množství sámských táborů, často v blízkosti velkých jezer. Švédové oblast poprvé využívali v 17. století v dole Kevdekare, ve kterém se těžilo stříbro. Po uzavření dolu bylo motivací pro návštěvu této oblasti především botanické zkoumání parku. Padjelanta má zvláště bohatou květenu s řadou vzácných druhů, i když leží skoro celá nad hranicí lesa. Od 20. století se také rozvíjí cestovní ruch. 
Spojení turistických a ochranářských asociací vedené botanikem Stenem Selanderem se zasloužilo, že oblast byla v roce 1962 vyhlášena národním parkem, čímž zachránilo Padjelantu před hrozbami spojenými s výstavbou vodních elektráren. Park a region byly v roce 1996 přidány na Seznam světového dědictví UNESCO, částečně pro nedotčenou přírodu a také pro dosud přítomnou sámskou kulturu. 
Dnes je pro Sámi park stále důležitým místem pro pastevectví sobů. Je také turistickou destinací, kterou prochází několik skvělých turistických tras, jako jsou dálkové pěší trasy Padjelantaleden a Nordkalottleden. Mezi zajímavost tohoto místa patří velká jezera známá svou krásou.

## Etymologie a přítomnostSámů
Název parku pochází z lulejské sámštiny od slova Badjelánnda, který se překládá jako vyšší země – což vyjadřuje zjednodušený popis regionu. Tři sámské vesnice Duorbun, Jåhkågasska a Sirges mají dodnes na Padjelantě své letní sobí pastviny, používají k tomu tradiční osídlení Stáloluokta, Árasluokta a Sállohávrre.

## Příroda
Park, který sousedí s Norskem na západě, je primárně tvořen rozsáhlou náhorní plošině kolem dvou neobyčejně velkých jezer Vastenjávrre a Virihávrre. To druhé je často označováno jako nejkrásnější jezero ve Švédsku. V důsledku toho je krajina poměrně plochá a otevřená, zvláště ve srovnání s národním parkem Sarek na jeho východní hranici, který má vyloženě alpský charakter a je tvořen skalnatými kopci s několika různorodými vrcholy.

### Flóra
Většina parku se nachází nad hranicí lesa, což znamená, že jen několik druhů stromů může přežít drsné klima parku. Expozice silných větrů a studené zimy způsobují, že jediný druh stromu, který se tu může vyskytovat ve velkých početnostech je malá a robustní bříza pýřitá svalcová (horská bříza). Ta tvoří malý les (1400 ha) v severovýchodním rohu parku. Rozmanitost flóry je velmi vysoká: v oblasti bylo zaznamenáno přes 400 různých druhů nižších rostliny (Thallophyte), což je údajně je rekord na švédských fellech (vysočině). Je to kvůli jeho západní poloze a na křídu bohatém podloží. Některé z těchto druhů, jako jsou nízká bylina písečnice Arenaria humifusa a hořec Gentiana Aurea rostou pouze v regionech se švédskými felly a Potentilla robbinsianais je rostlina, která se v Evropě jen někdy nachází v Padjelantě.

### Fauna
Padjelanta hostí velmi omezený počet savců, s nízkým počtem různých druhů, z nichž téměř všechny mají malé populace. Ze savců to jsou většinou lumíci a sobi, stejně jako predátoři, kteří je požírají, v tomto případě rosomák a liška polární. Oba druhy trvale žijí na území parku.
Množství ptáků v Padjelantě je naopak velmi bohaté a představuje většina druhů spojených s švédskými holými horami, felly – a regionem fellových jezer.
Nejtypičtější druhy na vřesovištích jsou kulík zlatý, liduška luční i bělořita, bělokura horského, kulíka hnědého a kolihu malou lze také poměrně často vidět.
V jezerech a jejich okolí žije spousta kachen jako je hoholka lední čírka obecná a turpan černý stejně jako mnoho bahňáků, kam patří lyskonoh úzkozobý, jespák bojovný, jespák šedý a vodouš rudonohý.
Les na severovýchodě je také místem velké rozmanitosti  a hostí druhy jako je čečetka zimní, budníček větší, strnad severní slavík modráček a drozd cvrčala.
Žije tu také mnoho ptáků, kteří nejsou omezeny jen na jednu oblast, ale jsou rozšířeni po celém parku. Sem patří husa malá, raroh lovecký, orel skalní, orel mořský, bekasina větší, káně rousná a chaluha malá. Během let, kdy jsou rozšířeni lumíci, se dá dokonce vidět sovice sněžní, která je jinak v Padjelantě vzácná.
V parku také žije velké množství ryb, obzvláště hustě jsou jimi osídlena jezera Vastenjávrre a Virihávrre.

## Historie
Padjelanta, vzhledem k jejímu bohatství luk a ryb, je již dlouho atraktivní pro lidi. Park byl obýván již od mladší doby kamenné (jeden důkaz je mnoho padacích jám, které tady byly nalezeny a které se datují k tomuto období). Dokonce i dnes jsou jezera využívány Sámi pro rybolov.
Od zrodu moderní vědy byla oblast také zajímavá pro vědce, zejména pro studium flóry, fauny a geologie.

## Turistika
Parkem prochází dobře známá dálková pěší trasa nazvaná Padjelantaleden (česky Padjelantí cesta), která vede mezi Kvikkjokkem na jihovýchodě a buď Vaisaluoktou nebo Änonjalme pod Áhkká na severu. Stezka je dlouhá asi 160 km. Všechny koncové body cesty leží mimo hranice parku, což znamená, že turisté musí cestovat minimálně jeden den před vstupem na území Padjelanty.
Podél této stezky je několik chatových lokalit, které poskytují ubytování pro návštěvníky. Původně byly turistické objekty v rámci parku řízeny Švédskou agenturou pro životní prostředí, později přešly do péče výše uvedených sámských obcí, a to pod názvem Badjelánnda Laponia turistiku (BLT). Další chaty na trase jsou udržovány Švédským turistickým svazem (STF). V Stáloluokta je sauna a během turistické sezóny lze v chatách také dokoupit proviant.
Je třeba poznamenat, že Padjelantaleden je letní stezka a není tu žádné zimní tyčové značení, když je půda pokryta sněhem. Ani chaty nejsou v zimě obsazeny, i když na všech chatách je vždy alespoň jeden pokoj v tuto dobu otevřený (jako takzvaný zimní prostor).
Parkem prochází další dálková turistická trasa zvaná Nordkalottleden, avšak její trasa je na území parku po většinu cesty stejná s Padjelantaleden.
Zajímavostí je, že švédské centrum nepřístupnosti (tj. místo, které je v maximálně vzdálené od civilizace) se nachází v Padjelantě. Dle je to od bodu v jihovýchodní zátoce v jezeře Rissájávrre ležícím na hranici Národního parku Sarek přibližně 47 km v jednom směru k nejbližší silnici. Izolace tohoto místa je však částečně iluzí, protože navštěvovaná pěší trasa Padjelantaleden a konkrétně chata Tuottar jsou ve skutečnosti jen méně než 5 km daleko.

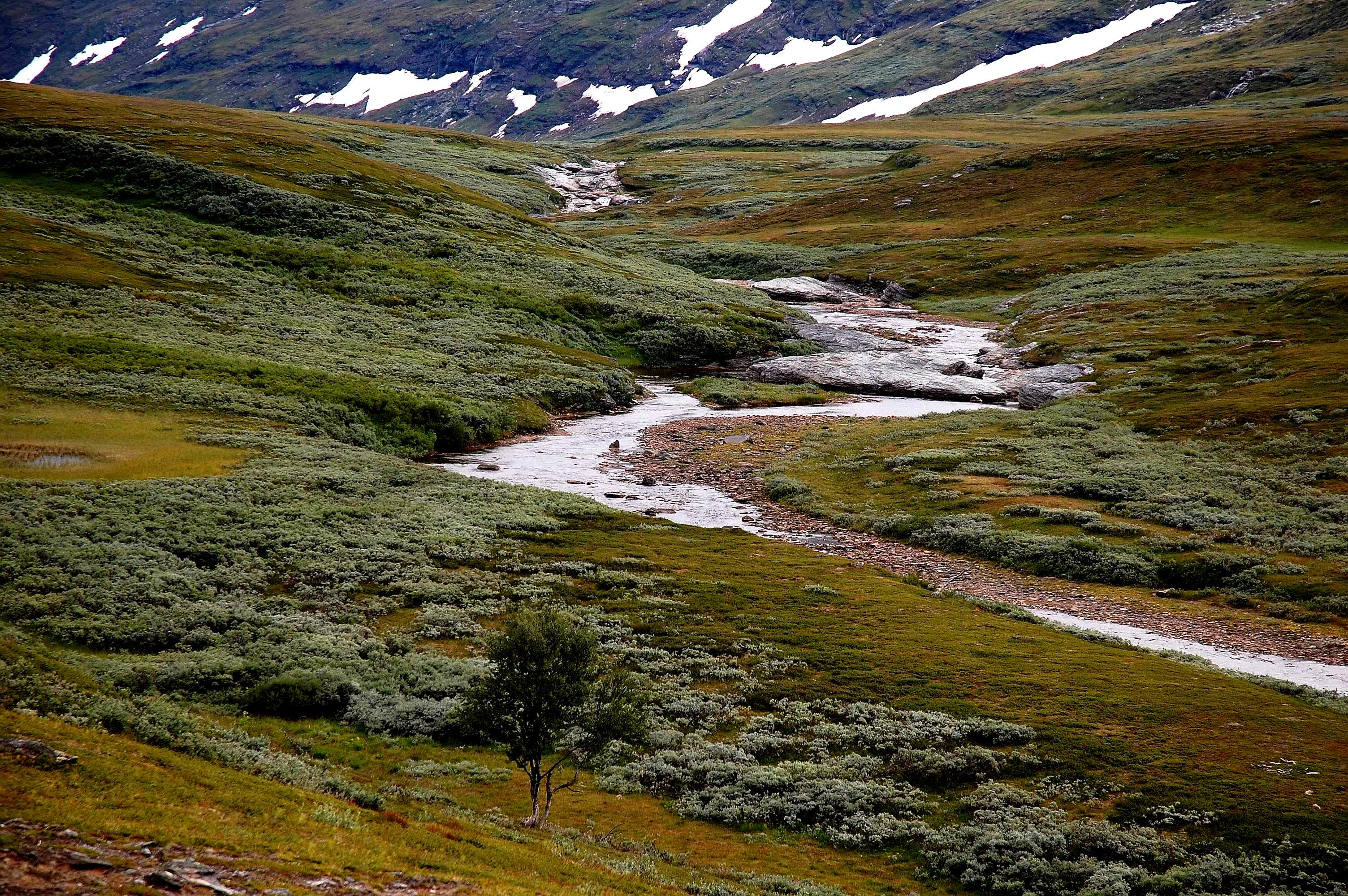
Padjelanta východně od Staloluokty
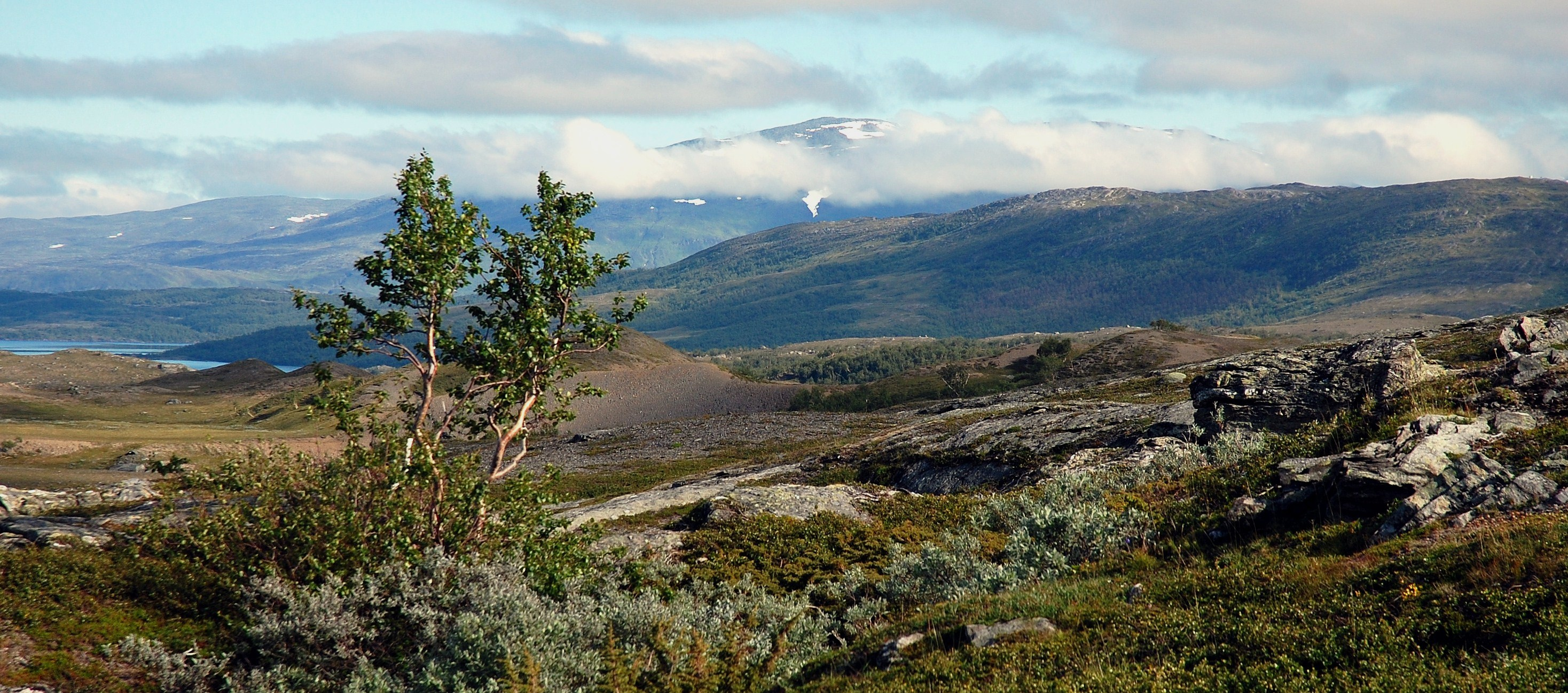
severní část Padjelanty

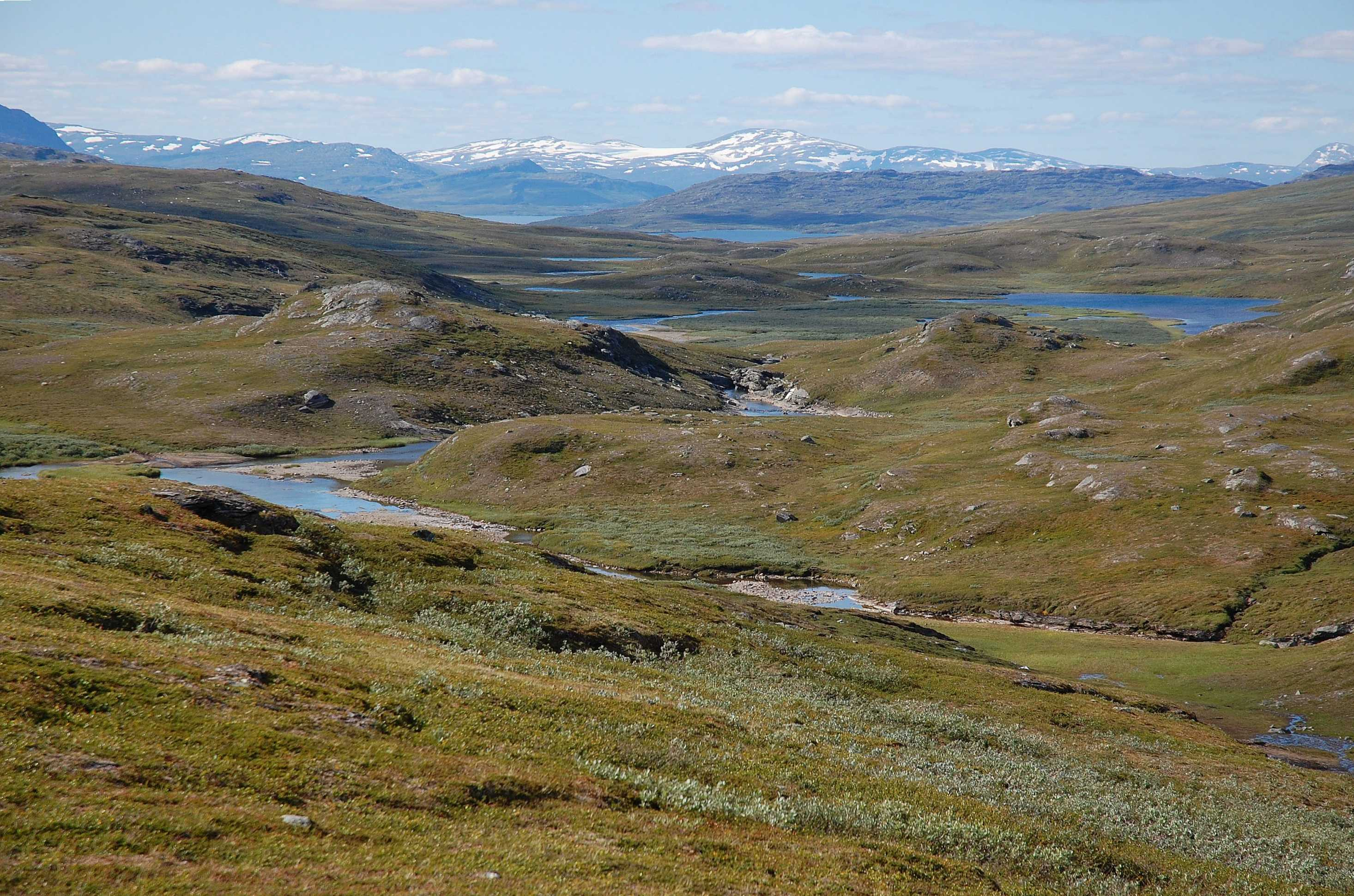
Mezi Tarraluoppal a Staloluokta
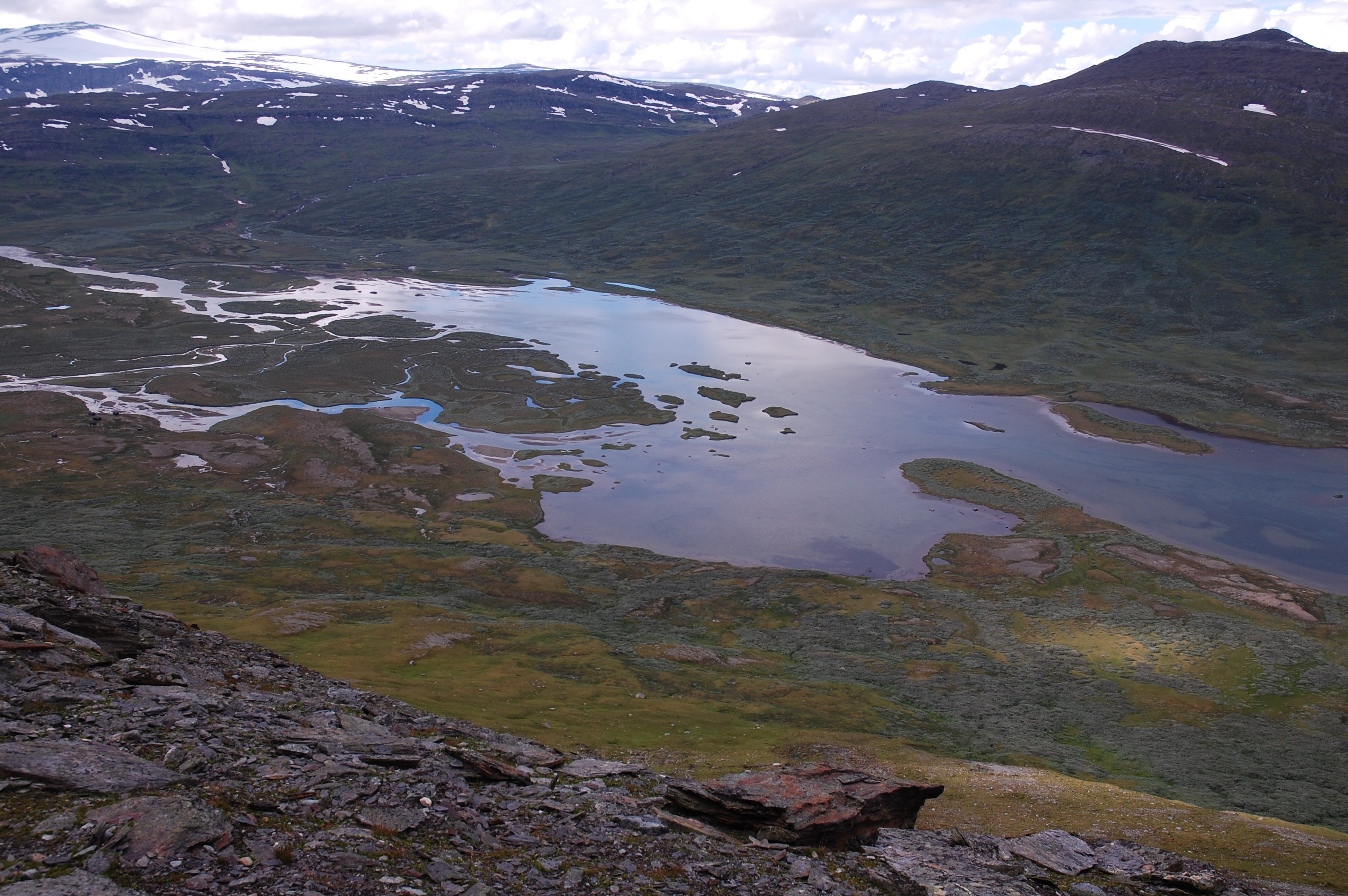
Kapasluoppal poblíž chaty Staddajåkkåstugan
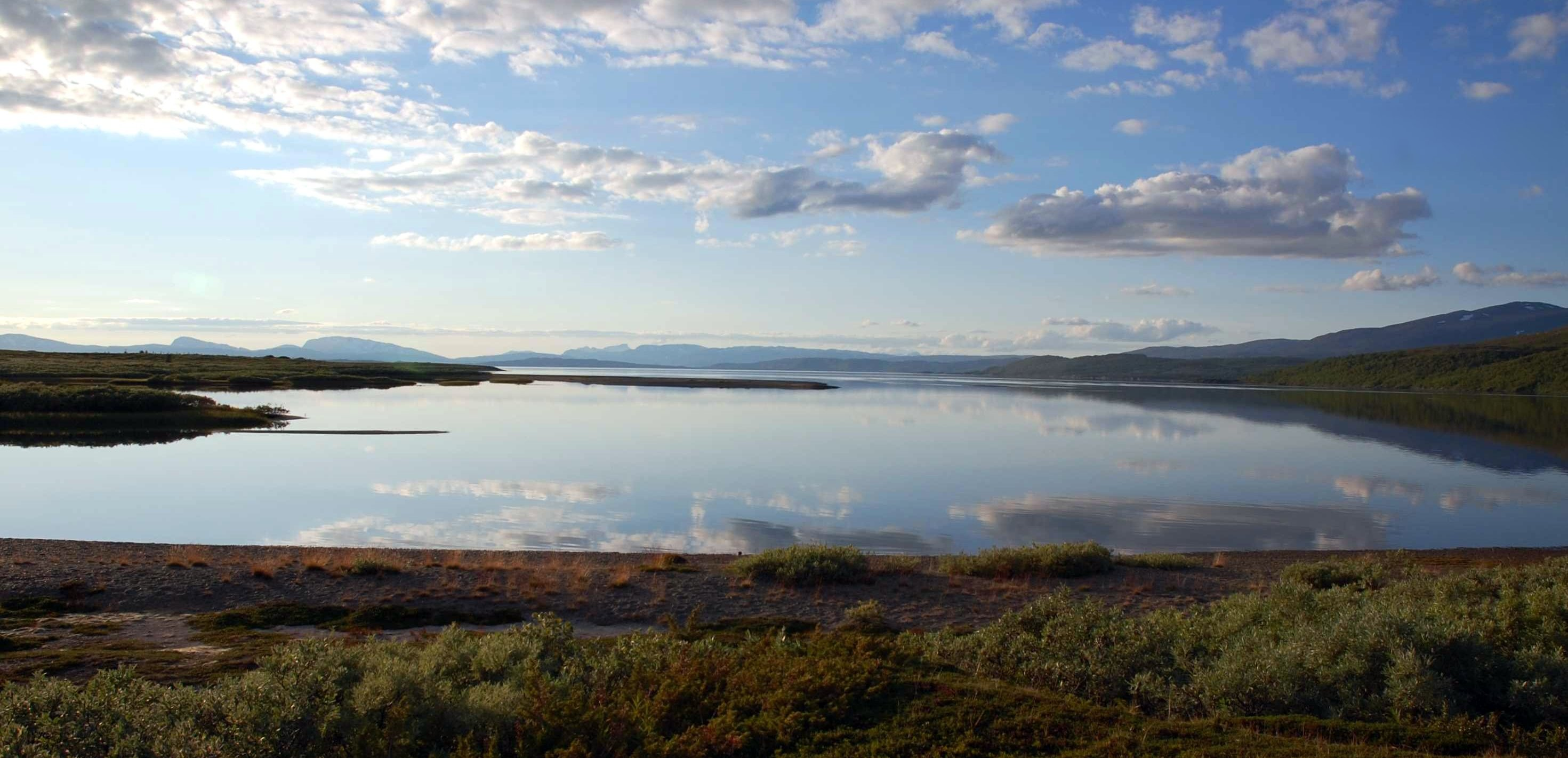
Večer u jezera Virihaure v národním parku Padjelanta